# .vn
.vn (Vietname) é o código TLD (ccTLD) na Internet para o Vietname.